# Пертес, Юстус
Юстус Пертес (1749—1816) — немецкий издатель, основатель одноименного издательского дома.

## Биография
Родился в Рудольштадте. Сын придворного врача. С 1778 торговал книгами в Готе. В 1785 основал там же фирму, публиковавшую карты. После его смерти дело продолжил сын издателя Вильгельм. Издательский дом Юстуса Пертеса получил большую известность. С 1785 года здесь выпускался Готский альманах.